# 设计人类学
设计人类学（英语：Design Anthropology）是设计学与人类学相结合的一门快速发展的交叉学科领域。20世纪80年代以来，随着人类学家进入当时的企业研究合作中，民族志在设计中的早期应用使得设计人类学这门学科的地位逐渐确定。设计学与人类学的结合形式主要有三种：1、服务于人类学的设计人类学（design Anthropology，缩写：dA） ；服务于设计实践的设计人类学（Design anthropology，缩写：Da）；设计和人类学平等发展、超学科融合的人类学（Design Anthropology，缩写：DA），大写首字母代表该领域占主导地位。

## 诞生
人类学作为社会和文化的比较研究，对社会和文化变迁、人类创造力和创新的过程有着明显而长期的研究兴趣。20世纪30年代，管理研究人员和设计师开始尝试在产业环境中与人类学家合作，借由人类学家看待社会和文化的方式提升生产力。最早的案例是霍桑研究（Hawthorne Study），这个研究首次向人们证明了非正式的社会研究过程是如何影响工人的产出和效率的。从20世纪70年代末开始，设计师意识到民族志数据和方法的价值，特别是在更好地理解用户的需求和体验方面，以及更好地理解产品和计算机系统使用的环境方面的价值。这其中包括了Lucy Suchman和Xerox PARC一同合作的一系列研究，促进了软件设计中的民族志研究。随后，民族志研究成为了人机交互和系统设计研究中的一种数据收集方法，用以或者真实体验和需求。
1. ↑  Gunn, Wendy (编). . .   [2023-05-04]. doi:10.4324/9781315576572. （原始内容存档于2023-05-04）.
2. ↑  Boskoff, A. . Social Forces. 1953-10-01, 32 (1). ISSN 0037-7732. doi:10.2307/2572869.
3. ↑  Hallam, Elizabeth (编). . .   [2023-05-04]. doi:10.4324/9781003135531. （原始内容存档于2023-05-04）.
4. ↑  Baba, Marietta. . Practicing Anthropology. 2001-09-01, 23 (4). ISSN 0888-4552. doi:10.17730/praa.23.4.6756m4314h877474 （英语）.
5. ↑  Reese, Leslie. . Anthropology  Education Quarterly. 2002-03, 33 (1). ISSN 0161-7761. doi:10.1525/aeq.2002.33.1.30 （英语）.
6. ↑  Schwartzman, Helen B. . . Newbury Park, Calif.: Sage Publications. 1993. ISBN 0-8039-4378-4. OCLC 26672989.
7. ↑  Reese, Leslie. . Anthropology  Education Quarterly. 2002-03, 33 (1). ISSN 0161-7761. doi:10.1525/aeq.2002.33.1.30 （英语）.